# Louis-Ernest Barrias
Louis-Ernest Barrias (Parigi, 13 aprile 1841 – Parigi, 4 febbraio 1905) è stato uno scultore francese.

## Biografia

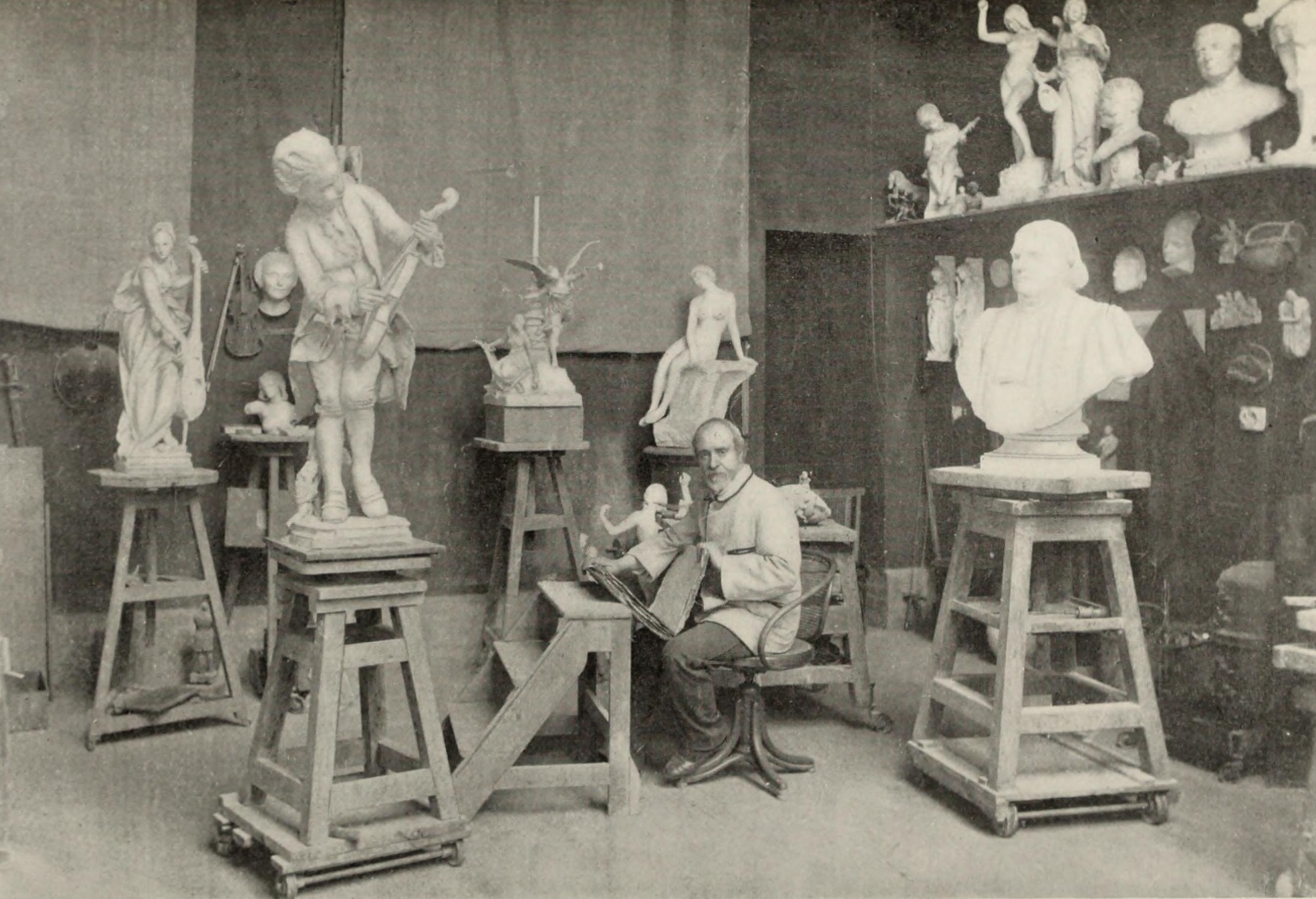
Louis-Ernest Barrias nel suo studio.

Louis-Ernest Barrias proviene da una famiglia di artisti. Suo padre dipingeva la porcellana e suo fratello maggiore, Félix-Joseph Barrias (1822-1907), era un pittore riconosciuto. Louis-Ernest Barrias si dedicò agli studi artistici. Entrò alla scuola di belle arti di Parigi nel 1858, dapprima presso lo scultore Jules Cavelier e il pittore Léon Cogniet, poi abbandonò la scultura per passare alla scultura seguendo le lezioni di François Jouffroy. Arrivò al secondo posto per il premio di Roma nel 1861 con una Criseide restituita al padre da Ulisse, e lo ottenne nel 1865 con La fondazione di Marsiglia e venne assunto nel cantiere del teatro dell'opera di Parigi.
Barrias soggiornò all'accademia di Francia a Roma e "divenne al suo ritorno in Francia una delle speranze più luminose della scuola francese di scultura": se, nota Françoise Cachin, "Paul Dubois, Henri Chapu e Alexandre Falguière costituiscono il nocciolo di quello che chiamiamo i neofiorentini", Louis-Ernest Barrias figura bene tra coloro che, al loro seguito, "si convinceranno che il quindicesimo secolo non fu così gotico come si soleva dire e che i Donatello, gli Andrea del Verrocchio, i Mino da Fiesole, i Bernardo Rossellino e altri barbari videro assai chiaramente nell'animo umano: in seguito a questa scoperta inaspettata, avvenne un'evoluzione nell'ideale. La scultura ridivenne viva."

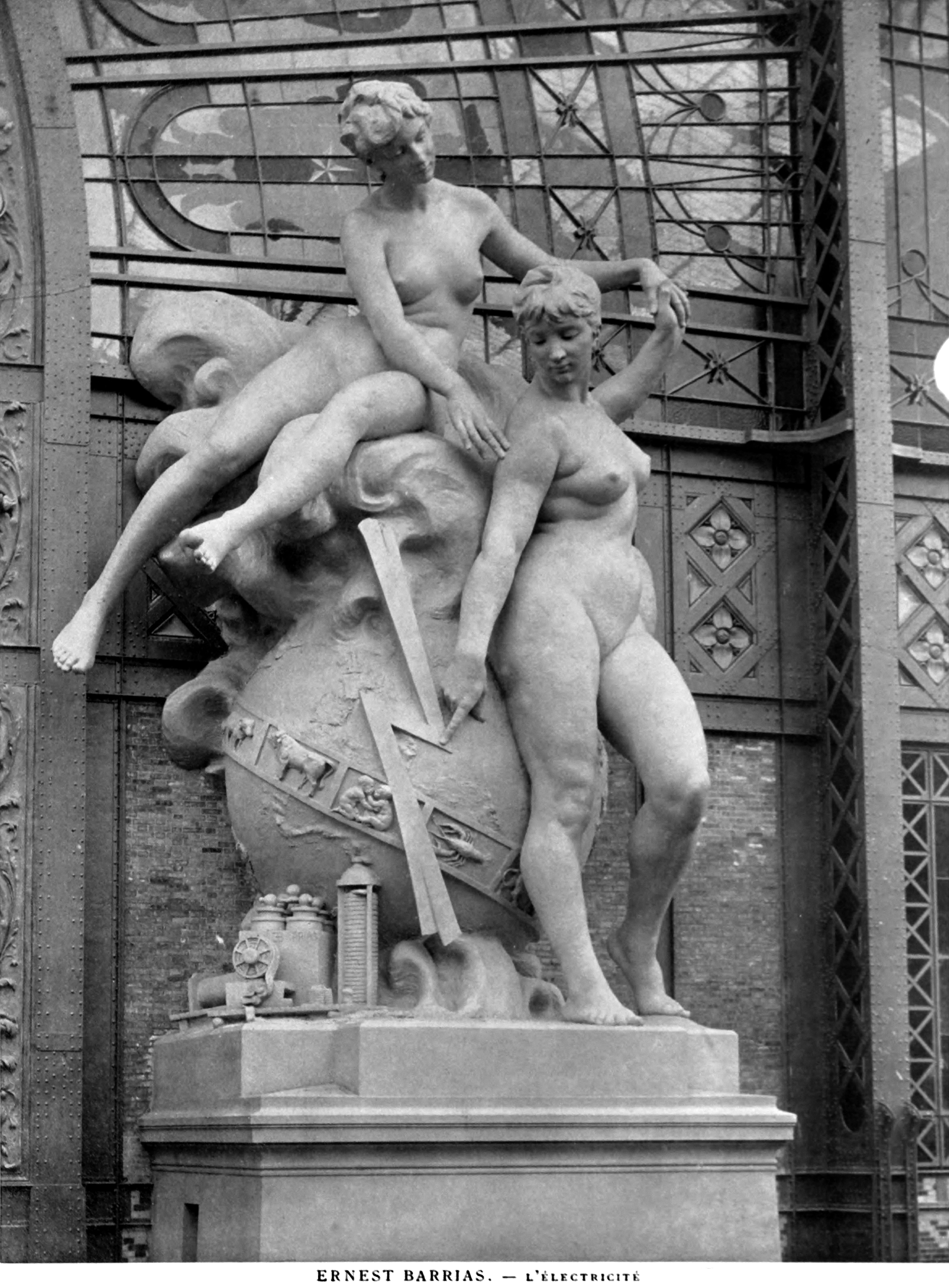
L'elettricità, 1900 (ubicazione attuale sconosciuta)

È in questo contesto che si osserva che Il giuramento di Spartaco di Barrias "presenta, nel corpo del torturato, un'eco della Deposizione di Michelangelo al duomo di Firenze". In seguito produsse molte opere scolpite, la maggior parte in marmo. Nel 1881 venne premiato con una medaglia d'onore delle belle arti e nominato cavaliere della Legion d'onore nel 1878, poi promosso ufficiale nel 1881 e commendatore nel 1900. Sempre nel 1900 realizzò un'allegoria dell'elettricità, esposta all'esposizione universale di Parigi, dove ricevette il gran premio assieme ad altri scultori francesi. L'artista sostituì Auguste Dumont all'istituto francese, poi succedette a Jules Cavelier come professore alla scuola di belle arti di Parigi, dove, tra i suoi allievi più celebri, si contano Victor Ségoffin, Charles Despiau e Paul Landowski. Altri suoi studenti furono Hippolyte Lefèbvre, Léon-Ernest Drivier e Fanny Marc.
Ebbe tre figli: Paul (1875-1973), che diventerà un architetto rinomato, vincitore del secondo gran premio di Roma nel 1901; Daniel (1883-1969), che abbraccerà la carriera militare, e Madeleine (1877-1925).
Louis-Ernest Barrias morì di influenza il 4 febbraio 1905 nella sua casa al numero 9 dell'avenue des Chasseurs, nel diciassettesimo arrondissement di Parigi. Venne sepolto a Parigi, nel cimitero di Passy (ottava divisione).
Alcune delle sue opere si trovano nei luoghi all'aperto di Parigi, al museo d'Orsay o al cimitero di Père-Lachaise.

## Opere nelle collezioni pubbliche

### Canada
- Québec, museo nazionale di belle arti del Québec:[7][11]
  - Busto di Paul Barrias, figlio dell'artista, 1876, bronzo ;
  - Busto di Daniel Barrias, figlio dell'artista, 1886, terracotta ;
  - Blaise Pascal, 1887, bronzo ;
  - Baccante che corre, 1889, metallo argentato ;
  - La prima nascita, 1891, bronzo ;
  - La Chimera, 1897, bronzo ;
  - La primavera, 1902, marmo.

### Danimarca
- Copenaghen, Ny Carlsberg Glyptotek: Il primo funerale, marmo.

### Francia

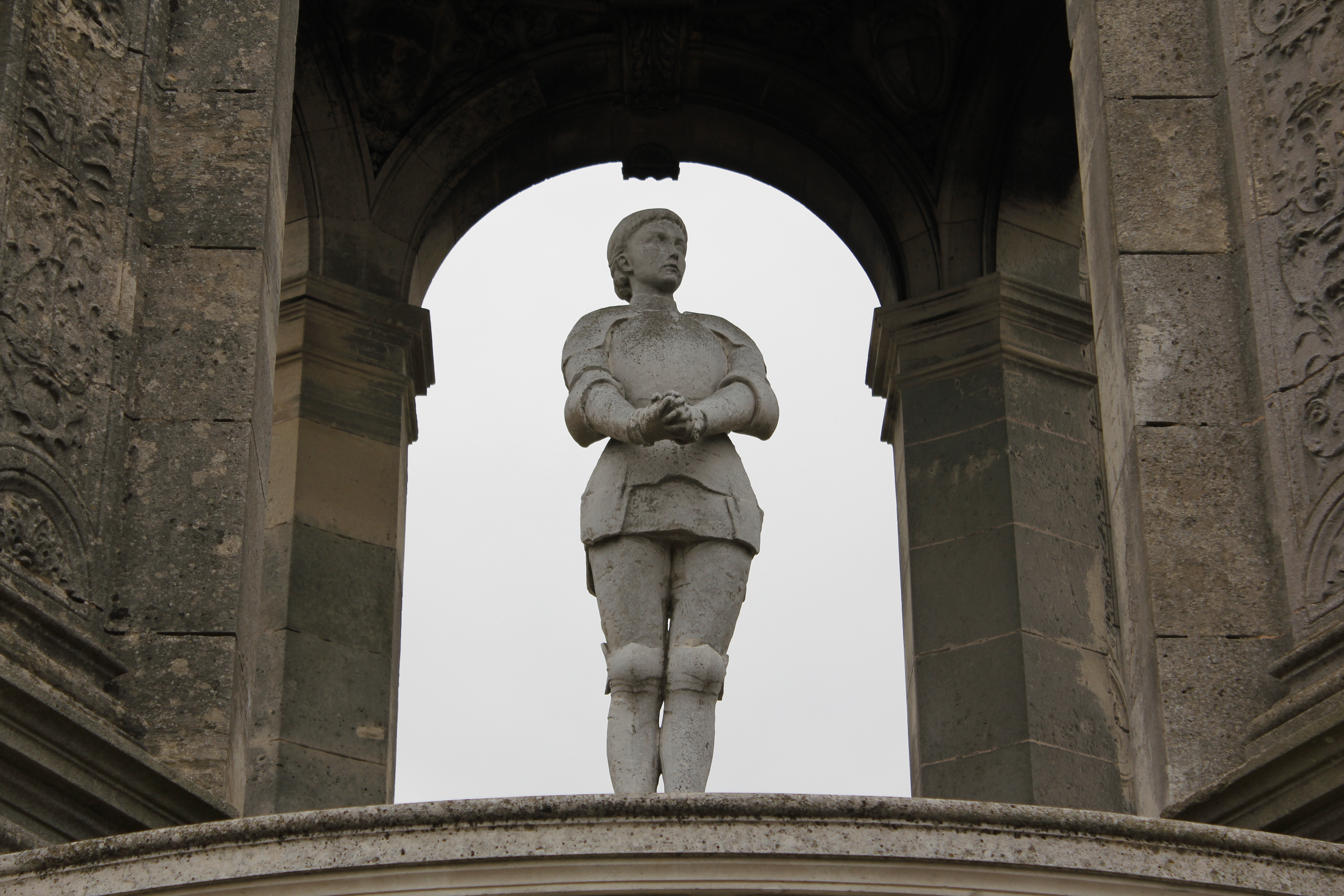
Monumento a Giovanna d'Arco, 1894, basilica di Notre-Dame de Bonsecours

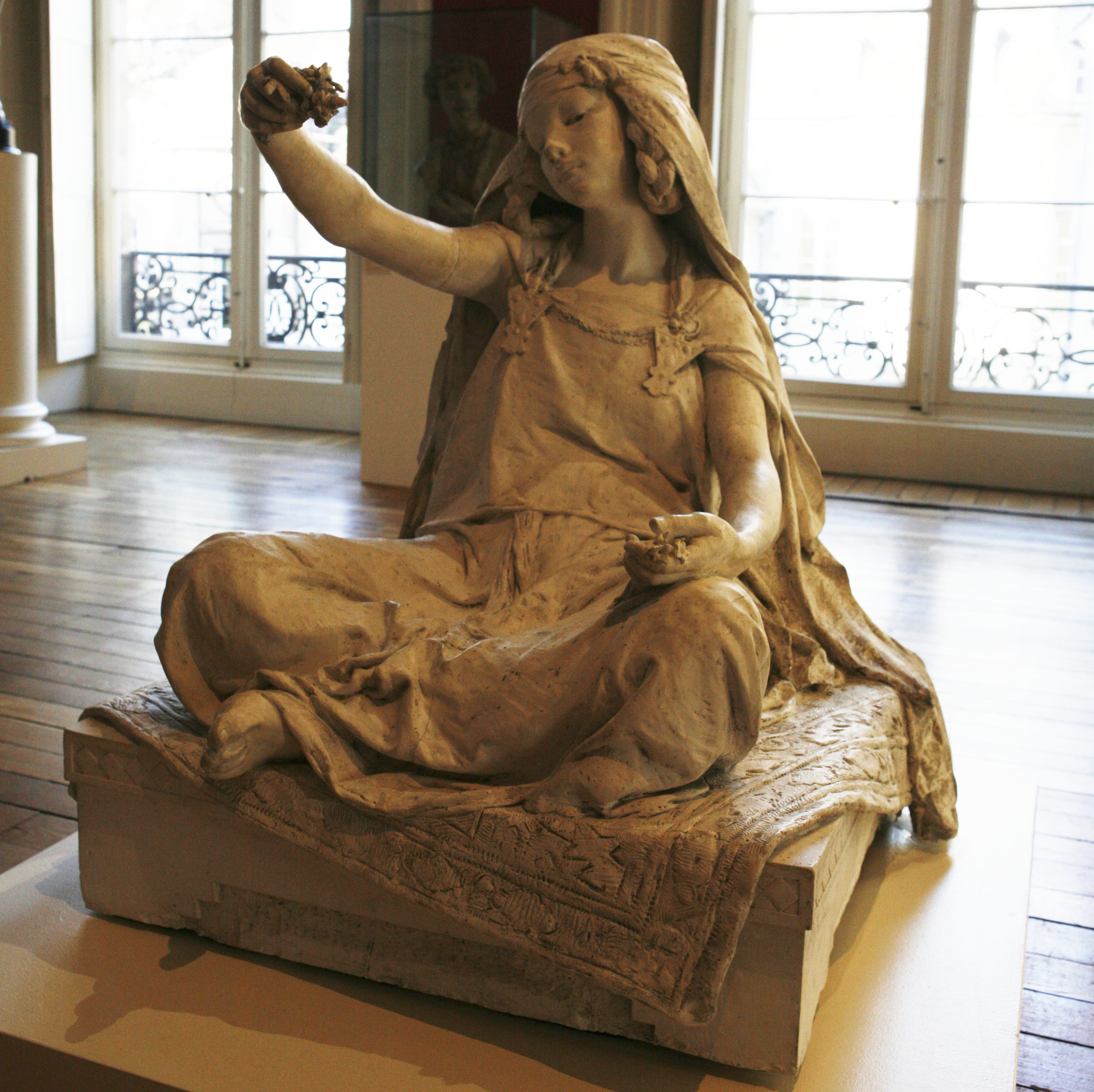
La ragazza di Bou Saada, 1890, museo delle belle arti di Digione

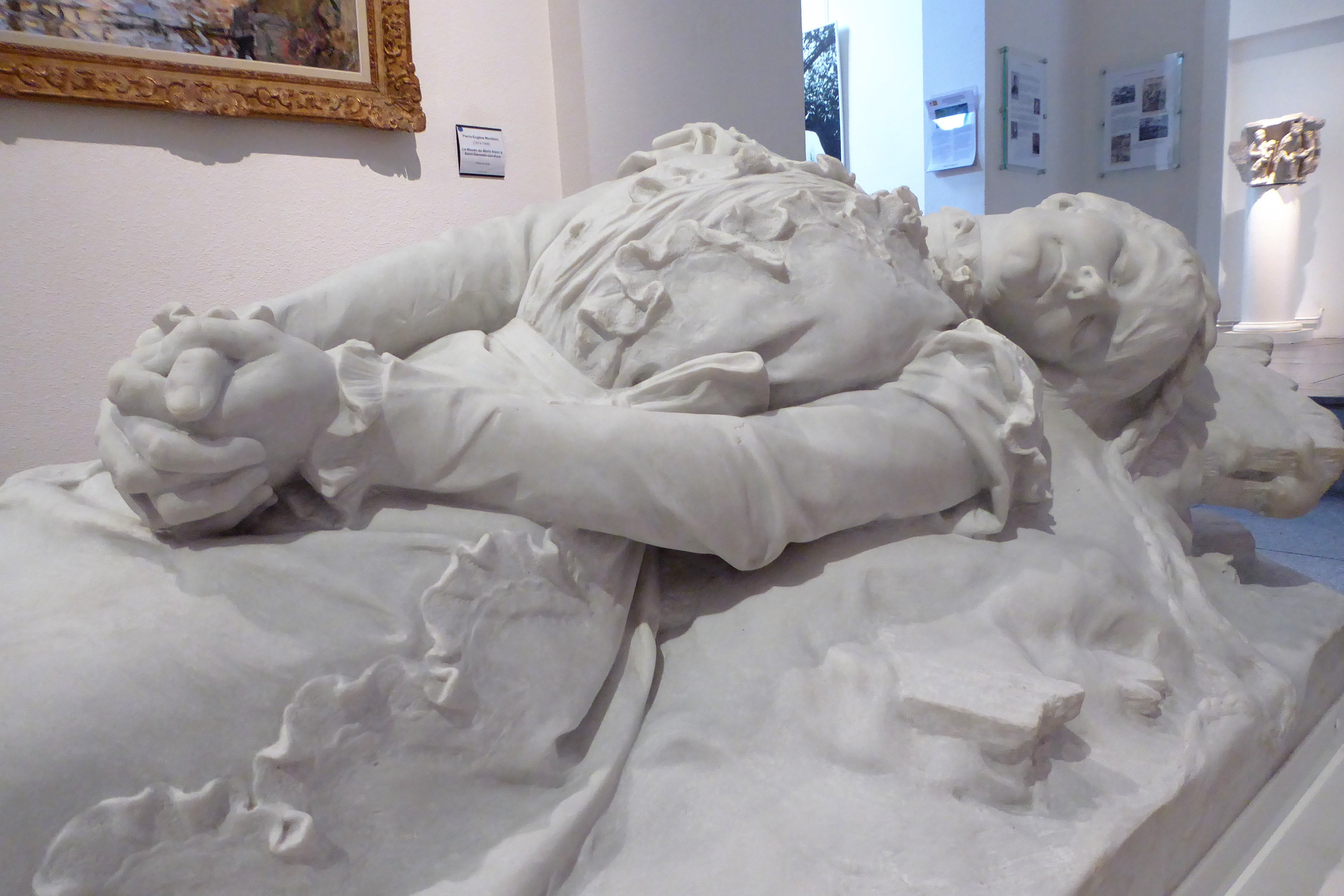
Gisant di Sofia Carlotta di Baviera, 1904, museo d'arte e storia di Dreux

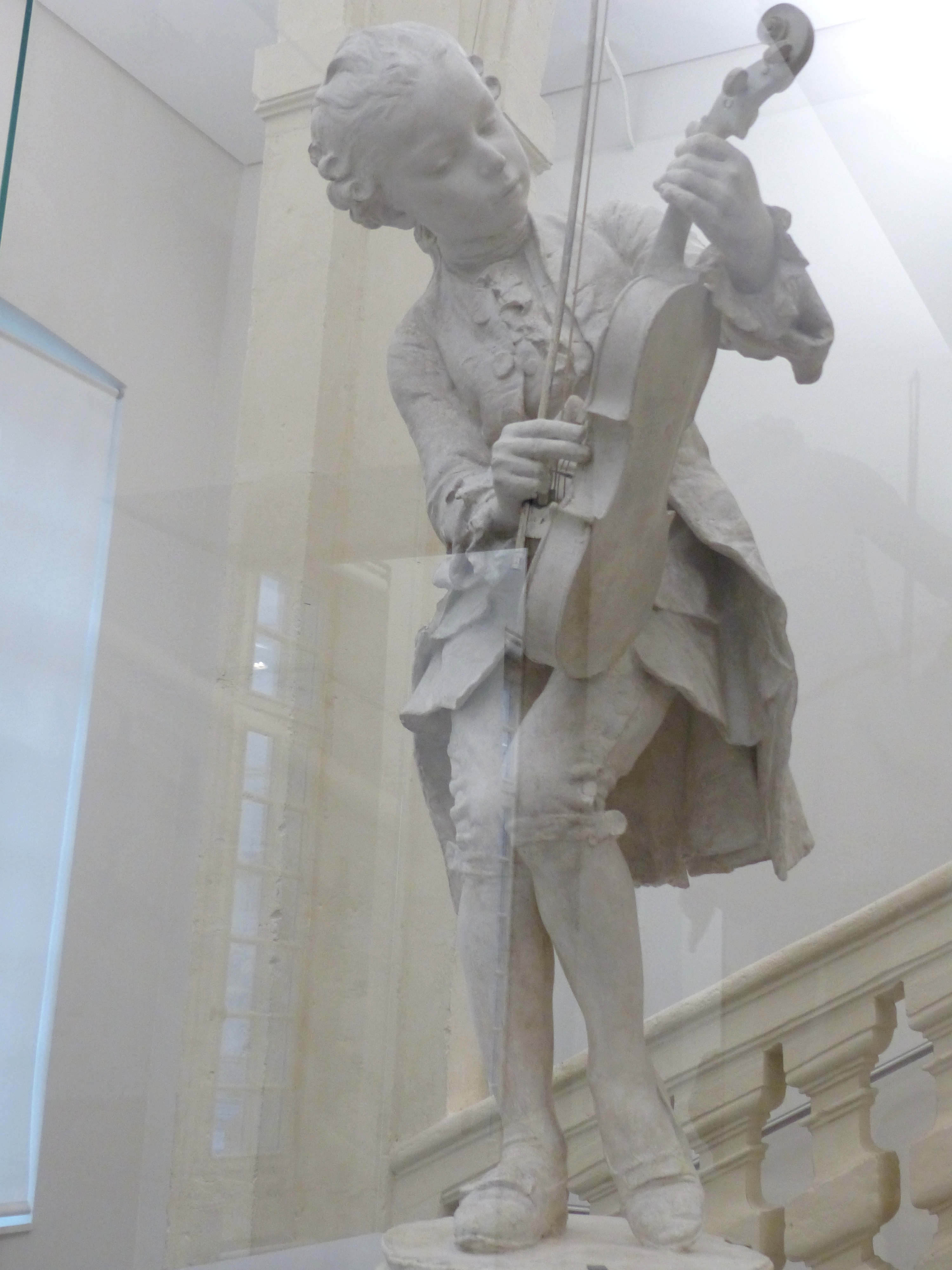
Mozart bambino, 1887, museo Fabre di Montpellier

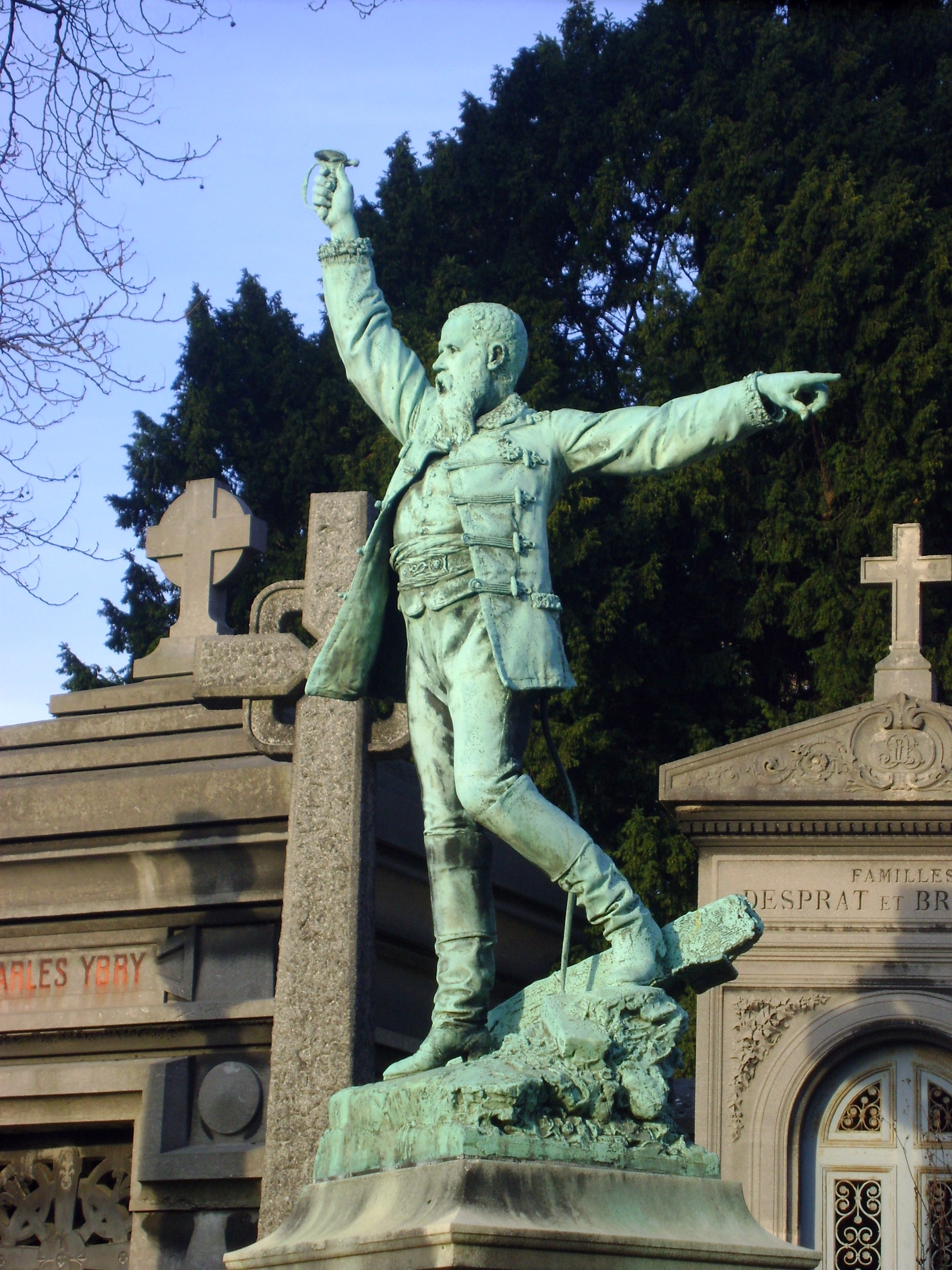
Tomba di Anatole de La Forge, 1893, cimitero di Père-Lachaise

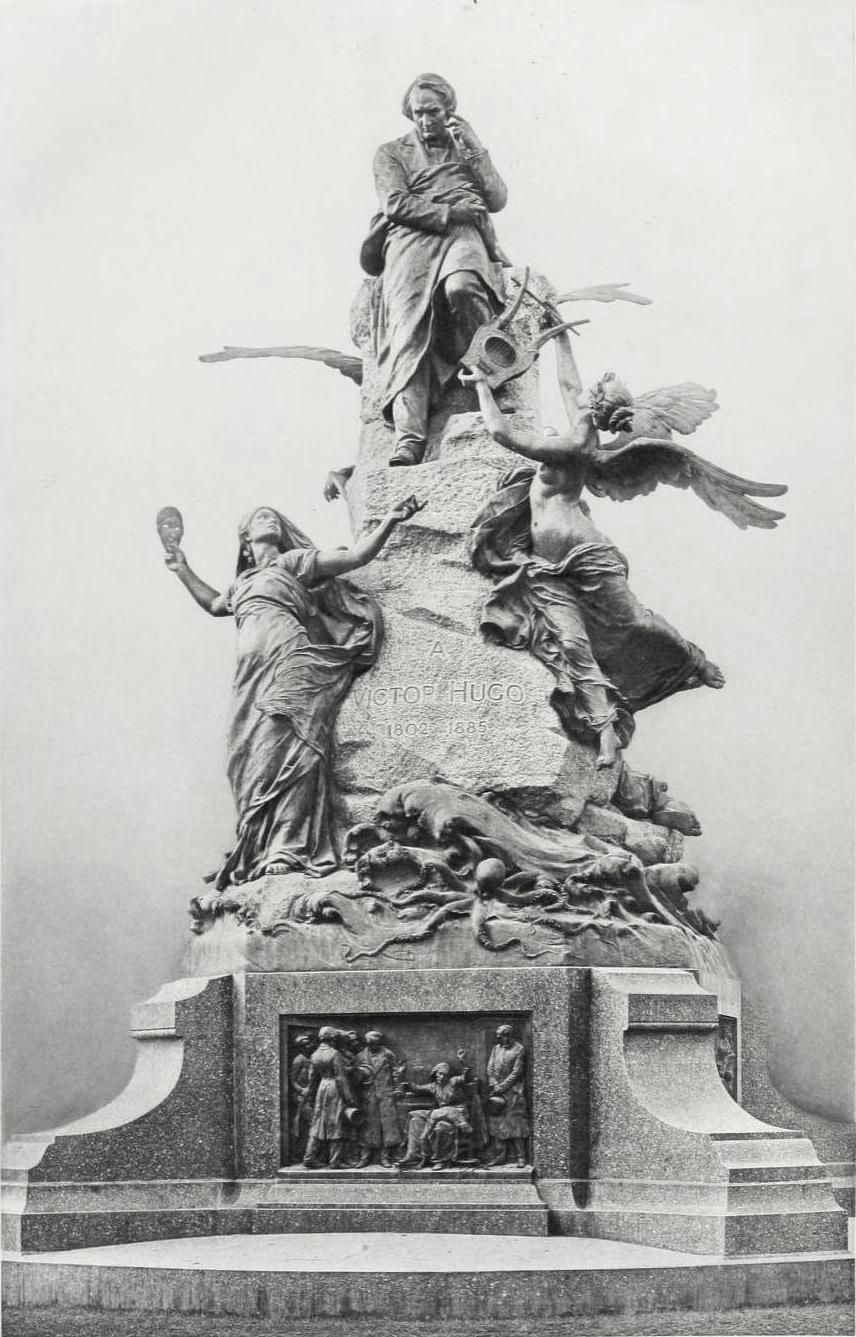
Monumento a Victor Hugo, 1902, distrutto sotto il regime di Vichy

- Angers, museo delle belle arti, Il primo funerale, gesso, 1883.[12]
- La Boissière-École, castello di La Boissière :
  - Busto di Olympe Hériot, bronzo;
  - Busto di Auguste Hériot, bronzo.
- Bonsecours, spianata della basilica di Notre-Dame : Monumento a Giovanna d'Arco, 1894, statua in marmo.[13]
- Bordeaux, museo di belle arti : La natura che si svela alla scienza, 1893, gesso originale con tracce di preparazione.
- Bourbon-Lancy, museo Saint Nazaire : Monumento a Victor Schœlcher, 1896, gruppo in gesso originale.
- Chambéry, museo di belle arti, Busto di Victor Hugo, gesso.[14]
- Cosne-Cours-sur-Loire, museo della Loira :
  - Busto di ragazza, terracotta;[15]
  - La natura che si svela alla scienza, bozzetto in gesso;[16]
  - Donna nuda acefala, in piedi, terracotta;[17]
  - Uomo nudo acefalo che si siede su una stele, statuetta.[18]
- Courbevoie : La difesa di Parigi, 1883, gruppo in bronzo. Questo monumento sostituisce una statua di Napoleone I che sormontava la colonna Vendôme dal 1833 al 1863. Ha dato il suo nome al carrefour de Courbevoie, divenuto il rond-point de la Défense, e poi all'omonimo quartiere degli affari.
- Digione, museo delle belle arti : La ragazza di Bou Saada, 1890, gesso.
- Dreux, museo d'arte e storia : Gisant di Sofia Carlotta di Baviera, duchessa di Alençon, 1904, marmo bianco, inizialmente situato nella cappella reale di Dreux.[19]
- Épernay, hôpital Auban-Moët : Il rifugio, o Monumento a Victor Auban, 1899.[20]
- Eu, museo Luigi Filippo : La duchessa di Alençon, busto in gesso da un'opera di Barrias.[21]
- Grenoble, museo di Grenoble :
  - Lavoisier nel suo laboratorio, 1900, bassorilievo in gesso patinato;[22]
  - Lavoisier all'Accademia, 1900, bassorilievo in gesso patinato.[23]
- Lilla, palazzo delle belle arti :
  - Monumento della difesa di San Quintino ;
  - Louis-Jules André, medaglione in bronzo.[24]
- Lione, museo di belle arti : Il primo funerale, 1878, gruppo in gesso originale, medaglia d'onore al Salone del 1878. Trattasi di un gruppo che rappresenta Adamo ed Eva che portano il corpo di Abele.[4][25]
- Le Mans, museo de Tessé :
  - La natura che si svela alla scienza, bronzo;[26]
  - Ledru-Rollin, 1892, statua in gesso.[27]
- Montpellier, museo Fabre, Mozart bambino, 1887.
- Montréjeau, cappella del castello di Valmirande, Cristo, 1904, marmo.
- Nemours, castello-museo :
  - Monumento a Victor Hugo, altorilievo in gesso. Hugo è circondato dai personaggi dei suoi romanzi: Esmeralda, Quasimodo, Cosette, Gavroche, Jean Valjean, i lavoratori del mare, 131 × 203 cm, n. inv. 1904.9.1;
  - Monumento a Victor Hugo: la notte del 4, altorilievo in gesso. Hugo incita la resistenza al colpo di stato di Luigi Napoleone il 4 dicembre del 1851, 133 × 206 cm, n. inv. 1904.8.1.
- Nizza, museo di belle arti :
  - Il primo funerale, 1878, gruppo in bronzo ;
  - Il rifugio o Monumento a Victor Auban, bozzetto in terracotta.
- Nogent-sur-Seine, museo Camille Claudel : La ragazza di Bou Saada, bronzo e marmo.
- Parigi :
  - Accademia nazionale di medicina :
    - Busto di Amédée Dechambre, 1885, marmo bianco;[28]
    - Busto di Mathieu Hirtz, gesso;[29]
    - Busto di Jean-Marie Jacquemier, marmo bianco.[30]

  - biblioteca Richelieu, Lo studio, 1903.
  - boulevard de Port-Royal : Monumento a Philippe Ricord, 1892 circa, statua in bronzo, fusa sotto il regime di Vichy.
  - cimitero di Montmartre :
    - Joseph Garnier, medaglione per la tomba;[31]
    - La ragazza di Bou Saada, 1887, che orna il sepolcro di Gustave Guillaumet.

  - cimitero di Montparnasse : Alexis-Joseph Mazerolle, medaglione per la tomba.
  - cimitero di Père-Lachaise :
    - Tomba di Thomas Couture, 1879 ;
    - Tomba di Antoine-Gaëtan Guérinot, 1891 ;
    - Tomba di Charles Jules Bigot, 1893 ;
    - Tomba di Anatole de La Forge, 1893;[32]
    - Tomba di Emma Roslin, 1883.

  - Cité de la musique : Busto d'Antoine-François Marmontel, 1885.[33]
  - École nationale supérieure des beaux-arts :
    - Fondazione della città di Marsiglia, 1865, bassorilievo in gesso;[34]
    - Louis-Jules André, architetto, medaglione in bronzo;[35]
    - Julien Guadet, medaglione in bronzo.

  - hôtel de la Païva : Virgilio, 1865, statua in marmo ornant l'escalier.
  - giardino delle Tuileries: Il giuramento di Spartaco, 1869, gruppo in marmo da un gesso realizzato alla villa Medici, installato en 1875.
  - lycée Henri-IV : Henri Regnault, 1871, busto in bronzo.[36]
  - musée du barreau : Jules Favre, busto in bronzo.
  - museo del Louvre :
    - L'Architettura, gesso, modello per un frontone del Padiglione di Marsan del museo del Louvre;[37]
    - Louis Lacaze, medico, 1900-1901 circa, busto in marmo.[38]

  - museo d'Orsay :
    - Ragazza di Megara, 1870, marmo;[39]
    - Busto di Claire Eiffel (Madame Adolphe Salles, figlia e assistente di Gustave Eiffel), gesso, 1883;[40]
    - Mozart bambino, bronzo, 1887;[41]
    - I Nubiani o I cacciatori di alligatori, 1894, altorilievo in gesso.[42]
    - La natura che si svela alla scienza, 1899, marmo, onice, granito, malachite, lapislazzuli. La prima versione fu commissionata nel 1889 per ornare la nuova facciata della facoltà di medicina di Bordeaux. Delle riduzioni dell'opera sono state realizzate dalla fonderia Susse Frères.
    - Georges Clairin (1843-1919), pittore, busto in terracotta;[43]
    - La Maçonnerie et la Serrurerie, 1872 circa, altorilievo in gesso, bozzetto per il frontone di una porta sopra il foyer dell'Opéra Garnier di Parigi;[44]
    - Gustave Guillaumet, medaglia di bronzo;
    - Julien Guadet, medaglia di bronzo.

  - palazzo del Lussemburgo, galleria dei busti del Senato :
    - Busto di Sadi Carnot;
    - Busto di Jules Dufaure.

  - Petit Palais:
    - La difesa di Parigi, gesso patinato di bronzo;[45]
    - Il primo funerale, 1883, gruppo in marmo.[46]

  - place de la Madeleine, Monumento ad Antoine Lavoisier, 1900-1901, bronzo, fuso sotto il regime di Vichy.
  - place de l'Odéon: Monumento a Émile Augier, 1895, bronzo, fuso sotto il regime di Vichy.[47]
  - place Victor-Hugo: Monumento a Victor Hugo, 1902, bronzo, fuso sotto il regime di Vichy.[48]
  - Sorbona:
    - Edmond Hébert, geologo, 1894, busto in marmo;[49]
    - Bossuet, 1872, facciata della cappella della Sorbona.

  - square des Épinettes : Monumento a Maria Deraismes, 1898, bronzo, destinato alla fusione, restituito nel 1983, eccetto la sedia.[50]
  - square Félix-Desruelles : Monumento a Bernard Palissy, 1883, statua in bronzo.[51]
  - università di Parigi-Cartesio: La natura che si svela alla scienza, statua in marmo.
- Pau, museo di belle arti: Fiori d'inverno, 1884, statua in marmo.[52]
- Poitiers, municipio : L'Agricoltura[53] e La Scienza,[54] 1873, statue in pietra ai lati del grande orologio.
- Puteaux, Centro nazionale delle arti plastiche :
  - La natura che si svela alla scienza, 1889, statua in gesso;[55]
  - La difesa di San Quintino, gruppo in bronzo ;
  - Louis Lacaze, 1900 circa, busto in gesso.[56]
- Reims, museo di belle arti : Il rifugio, 1909, gesso, dono della vedova Barrias.[57]
- Rennes, museo delle belle arti:
  - La musica, bronzo;[58]
  - Il canto, o la poesia, bronzo.[59]
- Saint-Cyr-l'École, liceo militare: La fortuna, 1879 circa, bronzo.[60]
- Saint-Geniez-d'Olt, Mausoleo di Marie Talabot, 1892, in collaborazione con Denys Puech. Barrias è l'autore dei quattro bassorilievi marmorei che ornano il piedistallo. Esposto al Salone degli artisti francesi del 1891.
- San Quintino, museo Antoine Lécuyer: Anatole de La Forge di profilo, 1881, medaglione in bronzo.[61]
- Sens, museo municipale, Busto di Amédée Dechambre, gesso, 1885.[62]
- Sèvres, museo nazionale della ceramica: Monument à Bernard Palissy, 1880, statua in bronzo.[63]
- Strasburgo, museo di arte moderna e contemporanea : Ritratto di Jean-Désiré Ringel d'Illzach, 1868, disegno, 31 × 24 cm.[64]
- Veules-les-Roses, place Mélingre: Monumento a Victor Hugo, in collaborazione con André-Joseph Allar et Denys Puech.[65]
- Villeneuve-sur-Lot, boulevard Bernard-Palissy: Monument à Bernard Palissy, statua in bronzo.[66]

### Guyana francese

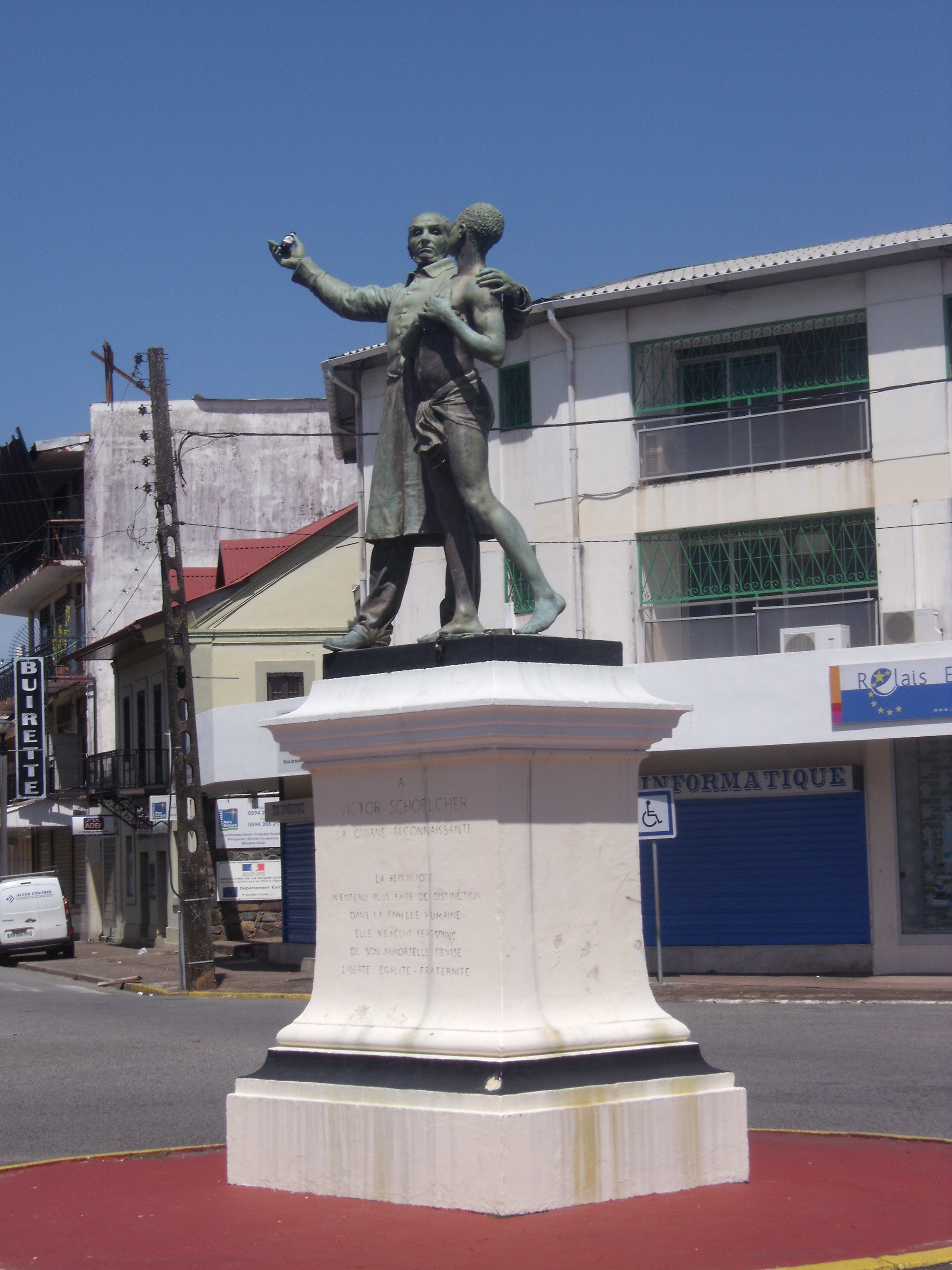
Monumento a Victor Schœlcher, 1896-1897, place Victor-Schœlcher

- Caienna, place Victor-Schœlcher: Monumento a Victor Schœlcher, 1896-1897, gruppo in bronzo.[67]

### Regno Unito
- Bournemouth, Russell-Cotes Art Gallery & Museum: Il primo funerale, gruppo in bronzo.[68]
- Londra, Royal College of Music : Mozart bambino, 1883, statua in bronzo.[68]
- Preston, Harris Museum & Art Gallery: Mozart bambino, 1883.[68]

### Stati Uniti d'America
- Chicago, Smart Museum of Art, università di Chicago: La natura che si svela alla scienza.
- New York:
  - museo Metropolitano, Anatole de La Forge, medaglione in bronzo.[69]
  - museo d'arte Dahesh, La ragazza di Bou Saada.[70]
- Oberlin (Ohio), Allen Memorial Art Museum: Giovanna d'Arco prigioniera.
- Washington, National Gallery of Art: La natura che si svela alla scienza, statua in bronzo, dalla vecchia collezione di Frank Anderson Trapp.